# Strnad severní
Strnad severní, někdy také ostružka severní (Calcarius lapponicus) je středně velký severský druh pěvce z čeledi Calcariidae.

## Popis

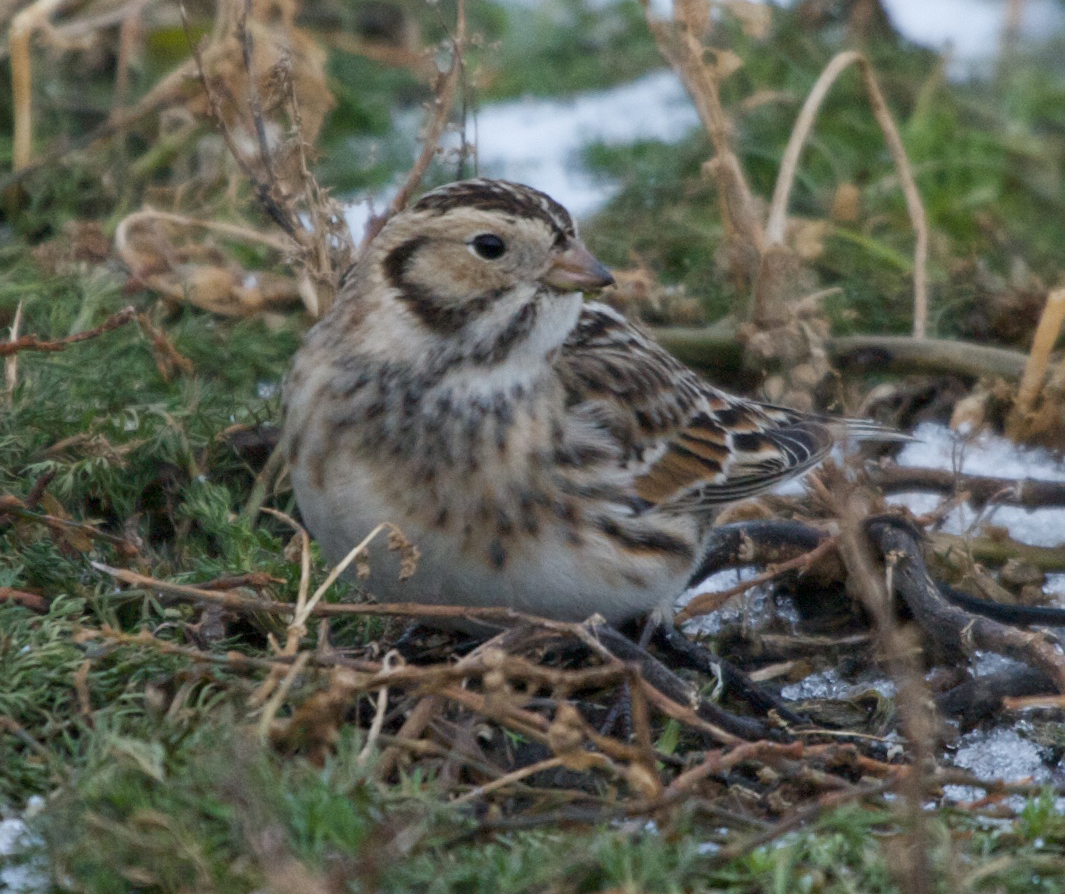
Strnad severní v prostém šatu

Ve všech šatech má žlutavý zobák s tmavou špičkou a tmavohnědé nohy. Samec má ve svatebním šatu černou hlavu a hrdlo, s žlutobílým proužkem táhnoucím se od oka po stranách krku na hruď a červenohnědou šíji. Samice má rovněž červenohnědou zadní stranu krku, na hrudi má rozpité šedavě bílé skvrny. Dospělí ptáci v prostém šatu a mladí ptáci se podobají strnadu rákosnímu.

## Výskyt
Hnízdí na vlhkých místech, také v tundře. Zimuje většinou v jižním Rusku.
Vzácně zalétává také do České republiky, kde byla dosud zjištěn devětkrát. Většina pozorování je zimních.